# Waldberg (Gemeinde Windigsteig)
Waldberg (früher Kühfressen oder Kühefressen) ist eine Ortschaft und eine Katastralgemeinde der Marktgemeinde Windigsteig im Bezirk Waidhofen an der Thaya im niederösterreichischen Waldviertel mit 45 Einwohnern (Stand 1. Jänner 2024).

## Geografie
Das Dorf, rechtsseitig beim Thauabach gelegen, hieß bis ins späte 19. Jahrhundert Kühfressen und wird von der Landesstraße L8107 erschlossen. Am 1. April 2020 umfasste die Ortschaft 21 Adressen.

## Geschichte
1311 wurde der Ort erstmals urkundlich erwähnt und damals Chuefrezz genannt.
Im Jahr 1822 wurde der Ort als Dorf mit elf Häusern genannt, das nach Windigsteig eingepfarrt war, wohin auch die Kinder eingeschult wurden. Die Herrschaft Meyres besaß die Ortsobrigkeit, übte die Landgerichtsbarkeit aus, besorgte die Konskription und hatte die Grundherrschaft inne.
Laut Adressbuch von Österreich war im Jahr 1938 in Waldberg ein Landwirt mit Ab-Hof-Verkauf ansässig.